# Aeropuerto Internacional General José María Yáñez
El Aeropuerto Internacional General José María Yáñez o Aeropuerto Internacional de Guaymas (Código IATA: GYM - Código OACI: MMGM - Código DGAC: GYM), es un aeropuerto internacional localizado a 7 kilómetros de la ciudad de Guaymas, Sonora, México. Es operado por Aeropuertos y Servicios Auxiliares, una corporación del gobierno federal.

## Información
El Aeropuerto fue incorporado a la red ASA en 1974, cuenta con 92 hectáreas aproximadamente y su plataforma para la aviación comercial es de 1.03 hectáreas; además tiene dos posiciones y una pista de 2.3km de longitud, apta para recibir aviones tipo Boeing 737 y Airbus A320.
Posee estacionamiento propio, con capacidad de 54 lugares y ofrece el servicio de renta de autos y transportación terrestre.
Para el 2021, Guaymas recibió a 5,369 pasajeros, mientras que en 2022 recibió a 5,921 pasajeros, según datos publicados por Aeropuertos y Servicios Auxiliares.
Su horario oficial de operación es de 7:00 a las 19:00.
Fue nombrado por el general José María Yáñez Carrillo que defendió Guaymas de un ejército de 400 franceses, alemanes y chilenos filibusteros en el siglo XIX.

## Historia

### Servicio de aeronaves tipo jet en el pasado
Poco después de su inauguración y operación a cargo de Aeropuertos y Servicios Auxiliares (ASA) en 1972, Hughes Airwest inició un servicio sin escalas a Phoenix (PHX) cuatro días a la semana con un avión McDonnell Douglas DC-9-30, ofreciendo la posibilidad de continuar el de vuelo sin necesidad de cambiar de avión a San José, CA (SJC), San Francisco (SFO), Sacramento (SMF), Eugene, Oregón (EUG). Portland, OR (PDX) y Seattle (SEA). 
Aeroméxico (originalmente Aeronaves de México) comenzó a volar diariamente a Guaymas en 1974 con equipo jet McDonnell Douglas DC-9-15 y McDonnell Douglas DC-9-30 desde la Ciudad de México, con escala en Guadalajara y desde Guaymas hacia Hermosillo y con destino final Tucson (TUS). A mediados de la década de 1980 Aero California establece enlaces aéreos entre Guaymas y varias ciudades de la península de Baja California utilizando equipo Douglas DC-3.
Durante varios años en las décadas de 1980 y 1990 otras ciudades que tuvieron conexión aérea con Guaymas fueron: La Paz, Baja California Sur, Tijuana, Baja California, Toluca, así como Los Ángeles, Cal. (LAX).  
US Airways solía volar al Phoenix – Sky Harbor desde Guaymas con aviones Bombardier CRJ200; la ruta fue inicialmente operada con aviones Beechcraft 1900 y Bombardier Dash 8. El servicio se interrumpió a finales de 2012.
A finales de 2019 se planteó la posibilidad de que la aerolínea regional Aeromar abriera la ruta Guadalajara, Mazatlán, Guaymas, Tucson, sin embargo, debido a las afectaciones ocasionadas por la pandemia de COVID19 y a la situación financiera de la aerolínea, este proyecto nunca terminó por concretarse.

## Aerolíneas y destinos

### Pasajeros
| Destinos por aerolínea                                 | Destinos por aerolínea | Destinos por aerolínea | Destinos por aerolínea |
| Aerolínea                                              | Destinos               |                        |                        |
| ------------------------------------------------------ | ---------------------- | ---------------------- | ---------------------- |
| Aéreo Servicio Guerrero                                | Guerrero Negro, Loreto |                        |                        |
| Total: 2 destinos (nacionales), 1 aerolínea (nacional) |                        |                        |                        |

### Destinos nacionales
Se brinda servicio a 2 ciudades dentro del país a cargo de 1 aerolínea.
| Guerrero Negro (GUB) | • |   | 1 |
| Loreto (LTO)         | • |   | 1 |
| Total                | 2 | 0 | 2 |

## Estadísticas

### Tráfico anual
| Año  | Pasajeros Totales | cambio en % | Movimiento de carga (t) | Operaciones aéreas |
| 2006 | 38,899            | Sin cambios | -                       | 8,224              |
| 2007 | 38,654            | 0.62%       | -                       | 8,344              |
| 2008 | 38,940            | 0.73%       | 1                       | 8,812              |
| 2009 | 41,656            | 6.97%       | 0                       | 8,703              |
| 2010 | 40,431            | 2.94%       | -                       | 7,664              |
| 2011 | 49,655            | 22.81%      | 2                       | 8,898              |
| 2012 | 42,797            | 13.81%      | -                       | 7,164              |
| 2013 | 27,291            | 36.23%      | -                       | 6,009              |
| 2014 | 20,634            | 24.39%      | -                       | 5,367              |
| 2015 | 16,895            | 18.12%      | -                       | 4,685              |
| 2016 | 12,618            | 25.31%      | -                       | 4,347              |
| 2017 | 14,159            | 12.21%      | -                       | 5,233              |
| 2018 | 13,061            | 7.80%       | -                       | 4,831              |
| 2019 | 11,562            | 11.48%      | -                       | 4,066              |
| 2020 | 6,021             | 47.92%      | -                       | 2,749              |
| 2021 | 5,369             | 10.83%      | -                       | 2,289              |
| 2022 | 5,921             | 10.28%      | -                       | 2,421              |
| 2023 | 5,666             |             | -                       | 2,415              |
| 2024 | 7,657             |             | -                       | 2,809              |
| ---- | ----------------- | ----------- | ----------------------- | ------------------ |

## Aeropuertos cercanos
Los aeropuertos más cercanos son:
- Aeropuerto Internacional de Ciudad Obregón (124km)
- Aeropuerto Internacional General Ignacio Pesqueira García (126km)
- Aeropuerto Internacional de Loreto (225km)
- Aeropuerto Regional de Guerrero Negro (304km)
- Aeropuerto Internacional Federal del Valle del Fuerte (313km)